# Tutuca Borba
Tutuca Borba, nome artístico de Artur Borba de Paula (Rio de Janeiro, 8 de dezembro de 1957) é um tecladista e compositor brasileiro.

## Biografia
Aos sete anos de idade, começou a estudar música com o seu pai. E desde então com o seu destaque, foi se ingressar na música clássica.
Em 1975, formou-se em Orquestração, Piano Clássico, Composição e Harmonia, isso tudo no curso de Graduação da Escola de Música da Universidade Federal do Rio de Janeiro.
Também já foi músico e produtor da TV Globo, onde permaneceu por doze anos nas maiores produções da TV Globo, entre elas novelas, mini séries e especiais.
Como um tecladista profissional, já trabalhou com todos os nomes da música popular brasileira, são eles Zeca Pagodinho e Caetano Veloso. Também atuou como compositor, arranjador e músico de sessão para vários artistas do cenário evangélico, como a banda de rock cristão Rebanhão, a dupla sertaneja Rayssa & Ravel e o cantor Kleber Lucas.
Tutuca Borba é músico da banda do cantor Roberto Carlos há mais de trinta anos. A música "Esse Cara Sou Eu" tem os arranjos de sua autoria.